# Gigi Hasselgren
Gerda (Gigi) Maria Hasselgren, född 8 juni 1902 i Ystad, död 1 oktober 1952 i Åstorp, Kristianstads län, var en svensk målare.
Hon var dotter till fil.dr. Jöns Ekegren och Siri Schrevelius och gift 1929-1945 med Gunnar Hasselgren. Hon studerade vid Wilhelmsons målarskola i Stockholm 1921-1922 och vid Maison Watteau i Paris 1927-1928 samt under studieresor till München, Bretagne och Sydfrankrike. Hon ställde ut tillsammans med sin man på Gummesons konsthall i Stockholm 1930. Hennes konst består av stilleben, figursaker och porträtt men hon var huvudsakligen verksam som landskapsmålare. 